# 韓原の戦い
韓原の戦い（かんげんのたたかい）は、紀元前645年（周の襄王7年、魯の僖公15年、晋の恵公6年、秦の穆公15年）に、秦の穆公が韓原（現在の山西省河津市と運城市万栄県の間に位置する黄河の東岸）において晋軍を撃破した戦いである。

## 経過
驪姫の乱の後、晋の恵公は黄河以西の領土を割譲することを条件として秦に派兵を依頼し、晋に帰国して即位した。しかし、その後晋の恵公は領土割譲の約束を反故にしたため、秦の穆公は大いに怒ったという。
紀元前647年、晋を飢饉が襲い、晋の恵公は秦の穆公に対して救援を求めた。これに対し、秦は晋に対して食糧を供給して救援した。
紀元前646年、今度は、秦を飢饉が襲った。秦の穆公は晋の恵公に対して救援を求めたが、晋の恵公はこれを拒絶した。
紀元前645年秋、秦の穆公は晋に進攻し、晋軍を三度撃破して黄河を渡り、晋の領土へと進軍した。晋の恵公は兵を率いて秦軍を迎撃し、韓簡を派遣して状況を視察させた。韓簡は、秦軍の兵数が晋軍よりも少ないものの、晋軍の二倍戦う能力があると答えた。11月、両軍は韓原において戦い、晋の大夫の梁由靡が混戦の中で秦の穆公を負傷させた。秦の穆公に付き従っていた300名の岐人（現在の陝西省宝鶏市岐山県の出身者）は、穆公が包囲されているのを見るや奮戦し、穆公を救出した。他方、晋の恵公は戦車が泥濘に陥ったことが原因で動けなくなり、慶鄭に対して助けを求めたが、慶鄭は恵公を救出することができなかった。晋の恵公は秦軍の捕虜となり、晋軍は全軍が壊滅した。
秦の穆姫（晋の恵公の姉）は、晋の恵公が捕虜となったことを聞き、太子罃・公子弘・簡璧を高台に登らせ、柴草を踏ませた。穆姫は使者を派遣して喪服を用意して穆公を迎えた。穆姫曰く、「天は、我ら両国の君主に、礼物ではなく武器を持って相まみえさせるという災禍をもたらしました。朝、晋の君主（恵公）が秦の都に入れば、私は、夜には焼身自殺するでしょう。夜、恵公が都に入れば、私は、翌朝には焼身自殺するでしょう。お決めください」と。そのため、秦の穆公は晋の恵公を廟所に勾留し、年末には両国が和睦した。秦の穆公と晋の大夫の呂省は王城（現在の陝西省渭南市大茘県）において会盟し、晋が秦に対して河東の地を割譲したことで、秦は晋の恵公を釈放した。